# Хауи, Бриэнн
Бриэ́нн Нико́ль Ха́уи (англ. Brianne Nicole Howey, МФА [bɹiˈæn ˈhaʊi]; род. 24 мая 1989 года, Ла-Каньяда-Флинтридж, Калифорния, США) — американская актриса, наиболее известная по роли Джорджии Миллер в сериале Netflix «Джинни и Джорджия».

## Ранние годы
Хауи родилась и выросла в Ла-Каньяда-Флинтридж, штат Калифорния, небольшом городе неподалёку от Лос-Анджелеса, в семье Коллин Браун и Дональда Хауи. Родители Хауи развелись, когда она была ребёнком. Её мать, Коллин Браун, была успешным консультантом по программному обеспечению. У Хауи есть младшая сестра Кэйлан Мари, а также младший брат Дэниел от нового брака матери и младшие брат и сестра, Престон Уильям и Морган Элизабет, от нового брака отца. В детстве Хауи мечтала стать стюардессой, вдохновлённая частыми семейными путешествиями. В старших классах Хауи играла в школьном театре и посещала курсы импровизации, однако всерьез относиться к актёрству начала только во время учёбы в университете.
Посещала частную католическую школу для девочек Flintridge Sacred Heart Academy. В 2005 году Хауи вместе с матерью и сестрой переехала в Северную Каролину. В 2007 году, после окончания школы, она переехала в Нью-Йорк для обучения в Школе искусств Тиш Нью-Йоркского университета, которую окончила в 2011 году со степенью бакалавра искусств. В университете Хауи также посещала дополнительные занятия по детской психологии.
В январе 2011 года мать Хауи скончалась от рака в возрасте 43 лет, когда Хауи был 21 год.
До того как добиться успеха в актёрской карьере, Хауи работала баристой в кофейне в Калифорнии и в парикмахерском салоне в Нью-Йорке.

## Карьера
Карьера Хауи началась ещё во время учёбы в университете, когда она снялась в нескольких короткометражных фильмах и дебютировала на телевидении в 2010 году с эпизодической ролью в сериале «Беверли-Хиллз 90210: Новое поколение». В последующие годы она исполнила эпизодические роли в ряде сериалов, включая «Морская полиция: Спецотдел», «Бывает и хуже», «Месть», «Папочка», «Мыслить как преступник», «Зои Харт из южного штата» и «Гавайи 5.0».
В 2014 году Хауи получила небольшую роль в фильме «Несносные боссы 2». В 2015 году она получила свою первую главную роль в ситкоме  «Живу с моделями» на канале Comedy Central. В 2016 году Хауи присоединилась к актёрскому составу хоррор-сериала «Изгоняющий дьявола» на телеканале Fox, где исполнила одну из основных ролей, а также снялась в фильмах «Вирус» и «XOXO». В 2017 году она появилась в трёх эпизодах драматического сериала Showtime «Умираю со смеху».
В 2019 году Хауи сыграла главную роль Шоны Бэбкок в сериале «Перерождение» на канале Fox, основанном на книге Джастина Кронина, а также исполнила второстепенную роль Рейган в супергеройском сериале «Бэтвумен».
В августе 2019 года было объявлено, что Хауи присоединилась к постоянному актёрскому составу нового сериала «Джинни и Джорджия». Сериал был выпущен компанией Netflix 24 февраля 2021 года. В мае 2023 года сериал был продлен на третий и четвёртый сезон.
В 2024 году Хауи исполнила роль Молли Тёрнер в рождественской комедии братьев Фаррелли «Дорогой Санта». В 2025 году она появилась в фильме Netflix от Happy Madison «Как бы беременна».

## Личная жизнь
C 2015 года состоит в отношениях с адвокатом Мэттом Зирингом. 24 июля 2021 года Хауи и Зиринг поженились в их доме в Палос Вердес, Калифорния. В июне 2023 года у пары родилась дочь.
У Хауи есть собака по кличке Боди, взятая из приюта в 2020 году.
В настоящее время проживает в Палос Вердес (Калифорния).

## Фильмография

### Кино
| Год  |     | Русское название     | Оригинальное название           | Роль              |
| ---- | --- | -------------------- | ------------------------------- | ----------------- |
| 2008 | кор | —                    | Suckerpunch                     | Джесс Рамси       |
| 2009 | кор | Соответствующий секс | Appropriate Sex                 | Эмили Гивенс      |
| 2010 | кор | —                    | Party Favors                    | Клэйр             |
| 2010 | кор | —                    | The Great Belle and Bill Slater | Белль Слэйтер     |
| 2011 | кор | —                    | Baby Ruth                       | Сандра Джонсон    |
| 2013 | кор | —                    | Backseat Driver                 | похититель        |
| 2014 | ф   | Внеземной            | ETXR                            | Сиси              |
| 2014 | ф   | Несносные боссы 2    | Horrible Bosses 2               | Кэнди             |
| 2014 | кор | —                    | On Dangerous Heels              | Лиззи             |
| 2015 | кор | —                    | Fruit Detective                 | Брусселия Спраут  |
| 2016 | ф   | Вирус                | Viral                           | Тара Дэннели      |
| 2016 | ф   | Суперзвёзды          | Super Novas                     | Тиффани           |
| 2016 | ф   | XOXO                 | XOXO                            | Дарла             |
| 2016 | кор | —                    | The Lonely Whale                | хипстер с кофейни |
| 2017 | кор | —                    | Show Business                   | Эшли              |
| 2017 | ф   | Ловушка времени      | Time Trap                       | Джеки             |
| 2018 | ф   | Стервочки            | Little Bitches                  | Сара Ричтер       |
| 2019 | ф   | Плюс один            | Plus One                        | Джесс Рамси       |
| 2024 | ф   | Дорогой Санта        | Dear Santa                      | Молли Тернер      |
| 2024 | ф   | Как бы беременна     | Kinda Pregnant                  | Меган Тейлор      |

### Телевидение
| Год          |   | Русское название                     | Оригинальное название                      | Роль                      |
| ------------ | - | ------------------------------------ | ------------------------------------------ | ------------------------- |
| 2010         | с | Беверли-Хиллз 90210: Новое поколение | 90210                                      | Стэйси                    |
| 2011         | с | Морская полиция: Спецотдел           | NCIS: Naval Criminal Investigative Service | старшеклассница           |
| 2011         | с | Бывает и хуже                        | The Middle                                 | Эмили                     |
| 2012         | с | Месть                                | Revenge                                    | Ив                        |
| 2013         | с | Странные рассказы                    | Twisted Tales                              | Сьюзан                    |
| 2013         | с | Папочка                              | Baby Daddy                                 | Сьюзи Кеттл               |
| 2013         | с | Мыслить как преступник               | Criminal Minds                             | Хизер Кларк               |
| 2013         | с | —                                    | Red Scare                                  | Одри Стоун                |
| 2014         | с | Социопат                             | Twisted                                    | Уитни Тэйлор              |
| 2014         | с | Зои Харт из южного штата             | Hart of Dixie                              | Лулабелль                 |
| 2014         | с | Дом игр                              | Playing House                              | Сисилия                   |
| 2015         | с | Гавайи 5.0                           | Hawaii Five-0                              | Лия                       |
| 2015         | с | Королевы крика                       | Scream Queens                              | Мелани Доркас             |
| 2016         | с | Странная парочка                     | The Odd Couple                             | Эллисон                   |
| 2016         | с | Изгоняющий дьявола                   | The Exorcist                               | Кэтрин «Кэт» Рэнс         |
| 2015—2017    | с | Живу с моделями                      | I Live with Models                         | Скарлет Уэйд              |
| 2017         | с | Умираю со смеху                      | I'm Dying Up Here                          | Кэй                       |
| 2019         | с | Перерождение                         | The Passage                                | Шона Бэбкок               |
| 2019         | с | Куколка                              | Dollface                                   | Элисон Б.                 |
| 2019—2020    | с | Бэтвумен                             | Batwoman                                   | Рейган                    |
| 2021 — н. в. | с | Джинни и Джорджия                    | Ginny & Georgia                            | Джорджия Миллер, продюсер |